# Infinite
Infinite je Eminemov prvi studijski album, izdan 12. novembra 1996 na založbi Web Entertainment. Album je bil posnet in produciram od konca leta 1995 do sredine leta 1996, s pomočjo  ' The Bass Brothers'-ov in članov Eminemove skupine D12 - to so: Mr.Porter; Proof in Eye-Kyu, skupaj z raperjem 'Three'.

## Seznam pesmi
| Št. | Naslov                                            | Producenti        | Dolžina |
| --- | ------------------------------------------------- | ----------------- | ------- |
| 1.  | „Infinite‟                                        | Mr. Porter, Proof | 4:01    |
| 2.  | „W.E.G.O.‟ (interlude) (feat. Proof and DJ Head)) | DJ Head, Proof    | 0:21    |
| 3.  | „It's OK‟ (feat. Eye-Kyu)                         | Mr. Porter, Proof | 3:29    |
| 4.  | „313‟ (feat. Eye-Kyu)                             | Mr. Porter, Proof | 4:11    |
| 5.  | „Tonite‟                                          | Mr. Porter, Proof | 3:43    |
| 6.  | „Maxine‟ (feat. Mr. Porter and Three)             | Mr. Porter        | 4:11    |
| 7.  | „Open Mic‟                                        | Mr. Porter        | 4:02    |
| 8.  | „Never 2 Far‟                                     | Mr. Porter, Proof | 3:38    |
| 9.  | „Searchin'‟ (feat. Eye-Kyu)                       | Mr. Porter, Proof | 3:45    |
| 10. | „Backstabber‟ (feat. Proof)                       | Mr. Porter, Proof | 3:24    |
| 11. | „Jealousy Woes II‟                                | Mr. Porter, Proof | 3:20    |